# Ndiédieng
La commune de Ndiédieng est située au Sud de la région de Kaolack, dans le département de Kaolack et plus précisément dans l’arrondissement de Ndiédieng. Son territoire est localisé entre 13°57’ Nord et 16°09’ Ouest. 
Communauté rurale de 1974 à 2012, Ndiedieng a été erigé en commune en 2013 suite a la reforme administrative dénommée acte III de la décentralisation qui consacre la communalisation intégrale.
La commune de Ndiedieng couvre une superficie d’environ 159,6km², soit 8,45 % de la superficie du département. 
La commune de Ndiédieng est limitée :
- au Nord par la commune de Ndiaffate,
- au Sud par la commune de Ndramé Escale et Keur Mandongo,
- à l’Est par la commune de Keur Socé,
- à l’Ouest par la commune de Niasséne, dans l'arrondissement de Djilor.

Sur le plan administrative la commune de Ndiedieng fait partie de l'arrondissement de Ndiedieng elle en est donc le chef lieux d'arrondissement.
Le premier maire qui a dirigé la commune s'appelle Mr Bocar Kanta Diallo. 
Depuis janvier 2022, Docteur Abdou Aziz Mbodji enseignant chercheur a l'Université Alioune Diop de Bambey en est l'actuel maire.